# 梅克倫堡的阿道夫·腓特烈
阿道夫·弗里德里希·阿尔布雷希特·亨利（德語：Adolf Friedrich Albrecht Heinrich，1873年10月10日—1969年8月5日），梅克伦堡-什未林公爵，德国殖民官员，德属多哥蘭总督，一戰時期1918年被封为德國的佔領区：波罗的联合公国的公爵，1949年起为联邦德国国家奥委会主席。

## 家世
阿道夫·弗里德里希1873年10月10日生于大公国首都什未林，是梅克伦堡-什未林大公弗里德里希·弗朗茨二世与第三任妻子施瓦茨堡-魯多爾施塔特的瑪麗的第二子，也是弗里德里希·弗朗茨二世的第七个儿子。梅克伦堡-什未林大公弗里德里希·弗朗茨三世与不伦瑞克摄政约翰·阿尔布雷希特是他的异母兄，荷兰的亨德里克亲王是他的胞弟。

## 生平
1907年至1908年，阿道夫·弗里德里希带领一支科研探险队在中非地堑地区进行科考，并从东到西穿过了非洲大陆。在1908年，他被莱比锡地理协会授予爱德华·沃格尔勋章。他在多哥探险时采集的昆虫标本收藏在博物馆柏林的自然历史博物馆和法兰克福的森肯贝格博物馆。
1910年至1911年，他带领一支探险队来到了乍得湖、刚果盆地北部的一些河流以及尼罗河在当今苏丹的部分。阿道夫·弗里德里希和他的同伴探索了当时鲜为人知的原始森林地区的刚果河支流以及乍得湖盆地。他们中的一部分成员还探索了上尼罗河附近的加扎勒河，另一部分来到了南喀麦隆和几内亚湾的一些岛屿。《从刚果至尼日尔河和尼罗河》（Vom Kongo zum Niger und Nil）——根据这次探险写作的两卷本著作，由于大量的详细信息和图片，受到很高的推崇。
1912年至1914年，阿道夫·弗里德里希任德属西非多哥兰的总督，1960年多哥独立时，他应邀参加了官方的庆祝活动。第一次世界大战后，他担任德国殖民地公司的副总裁，他的异母兄约翰·阿尔布雷希特自1895年至1920年任该公司总裁。
一战期间，阿道夫·弗里德里希曾于1915年服役于奥匈帝国军队 。在1918年，他被德皇威廉二世封为德國傀儡波罗的联合公国（Vereinigtes Baltisches Herzogtum）公爵。他从来没有登上爵位，德国的战败使这个傀儡政权灭亡。
战后，阿道夫·弗里德里希从1926年至1956年担任国际奥林匹克委员会委员。1949年至1951年，阿道夫·弗里德里希任德国国家奥林匹克委员会（现为德国奥林匹克体育同盟）的第一任主席。
阿道夫·弗里德里希于1969年8月5日在西德奥伊廷去世，终年95岁。

## 婚姻与子女
阿道夫·弗里德里希于1917年4月24日在格拉与罗伊斯的维多利亚-菲奥多拉·阿涅丝·利奥波丁·伊丽莎白（Viktoria-Feodora Agnes Leopoldine Elisabeth，1889年4月21日—1918年12月18日）结婚。罗伊斯的维多利亚是罗伊斯幼系亲王亨利二十七世与霍亨洛厄-朗根堡的埃丽丝的长女。阿道夫·弗里德里希与维多利亚有一女：
- 沃伊兹拉瓦-菲奥多拉·埃丽丝·玛丽·伊丽莎白（Woizlawa-Feodore Elise Marie Elisabeth，1918年12月17日生），1939年与罗伊斯-科斯特利茨的亨利一世结婚，有五子一女。

维多利亚生下女儿第二天就去世了。阿道夫·弗里德里希于1924年10月15日在路德维希斯卢斯特与寡嫂（异母兄约翰·阿尔布雷希特的第二任妻子）施托尔贝格-罗斯拉的伊丽莎白（Elisabeth zu Stolberg-Roßla，1885年6月23日—1969年10月16日）结婚，伊丽莎白是施托尔贝格-罗斯拉亲王波托与第一任妻子阿妮姆女伯爵玛丽的第三女。二人没有子嗣。

## 祖辈
他的三代祖辈详见下表：
| 梅克伦堡-什未林的阿道夫·弗里德里希公爵 | 父亲: 梅克伦堡-什未林大公弗里德里希·弗朗茨二世 | 祖父: 梅克伦堡-什未林大公保罗·弗里德里希                     | 祖父之父: 梅克伦堡-什未林大公世子弗里德里希·路德维希 |
| 梅克伦堡-什未林的阿道夫·弗里德里希公爵 | 父亲: 梅克伦堡-什未林大公弗里德里希·弗朗茨二世 | 祖父: 梅克伦堡-什未林大公保罗·弗里德里希                     | 祖父之母: 俄罗斯女大公赫蓮娜·巴甫洛夫娜              |
| 梅克伦堡-什未林的阿道夫·弗里德里希公爵 | 父亲: 梅克伦堡-什未林大公弗里德里希·弗朗茨二世 | 祖母: 普鲁士公主亚历珊德琳                                   | 祖母之父: 普鲁士国王腓特烈·威廉三世                  |
| 梅克伦堡-什未林的阿道夫·弗里德里希公爵 | 父亲: 梅克伦堡-什未林大公弗里德里希·弗朗茨二世 | 祖母: 普鲁士公主亚历珊德琳                                   | 祖母之母: 梅克伦堡-施特雷利茨的路易丝                |
| 梅克伦堡-什未林的阿道夫·弗里德里希公爵 | 母亲: 施瓦茨堡-鲁多尔施塔特的玛丽              | 外祖父: 施瓦茨堡-鲁多尔施塔特的弗朗茨·弗里德里希·卡尔·阿道夫 | 外祖父之父: 施瓦茨堡-鲁多尔施塔特的卡尔·京特尔       |
| 梅克伦堡-什未林的阿道夫·弗里德里希公爵 | 母亲: 施瓦茨堡-鲁多尔施塔特的玛丽              | 外祖父: 施瓦茨堡-鲁多尔施塔特的弗朗茨·弗里德里希·卡尔·阿道夫 | 外祖父之母: 黑森-霍姆堡的乌尔里卡                    |
| 梅克伦堡-什未林的阿道夫·弗里德里希公爵 | 母亲: 施瓦茨堡-鲁多尔施塔特的玛丽              | 外祖母: 舍恩堡-瓦尔登堡的玛蒂尔德                            | 外祖母之父: 舍恩堡-瓦尔登堡亲王奥托·维克多           |
| 梅克伦堡-什未林的阿道夫·弗里德里希公爵 | 母亲: 施瓦茨堡-鲁多尔施塔特的玛丽              | 外祖母: 舍恩堡-瓦尔登堡的玛蒂尔德                            | 外祖母之母: 施瓦茨堡-鲁多尔施塔特的特克拉            |

| 梅克倫堡的阿道夫·腓特烈 梅克伦堡王朝出生于：1873年10月10日逝世於：1969年8月5日 | 梅克倫堡的阿道夫·腓特烈 梅克伦堡王朝出生于：1873年10月10日逝世於：1969年8月5日 | 梅克倫堡的阿道夫·腓特烈 梅克伦堡王朝出生于：1873年10月10日逝世於：1969年8月5日 |
| ------------------------------------------------------------------------------ | ------------------------------------------------------------------------------ | ------------------------------------------------------------------------------ |
| 前任： 埃德蒙·布吕克纳                                                         | 德属多哥兰总督 1884年—1914年                                                   | 繼任： 汉斯-格奥尔格·冯·多埃林格                                               |
| 无                                                                             | 波罗的联合公国公爵 1918年—1919年                                               | 无 原因：爱沙尼亚与拉脱维亚独立                                                |
| 前任： 卡尔·冯·哈尔特骑士                                                      | 德国奥林匹克委员会主席 1948年—1949年                                           | 委员会更名                                                                     |
| 无                                                                             | 德国国际奥林匹克委员会主席 1949年—1951年                                       | 繼任： 卡尔·冯·哈尔特骑士                                                      |